# Unknown Island
Unknown Island är en amerikansk äventyrsfilm från 1948 och regisserad av Jack Bernhard. När filmen kom ut den 15 oktober blev den en kommersiell flopp. 

## Handling
En äventyrare tillsammans med sin fästmö i Singapore reser tillsammans med en kapten och hans vän till en avlägsen ö nånstans utanför Franska Polynesien. Där upptäcker dem att dinosaurier fortfarande strävar fritt, trots att de borde ha varit utdöda. Men ön är fylld av faror som exempelvis hungriga ceratosaurier och en aggressiv jättesengångare. Nu måste alla ta sig bort från ön innan de farliga djuren får tag på dem.

## Källa
- https://www.rottentomatoes.com/m/unknown_island (Rotten Tomatoes) Läst 27 juli 2024.
- https://www.imdb.com/title/tt0040920/?ref_=nv_sr_srsg_0_tt_6_nm_0_in_0_q_Unknown%2520Island%2520 (IMDB) Läst 27 juli 2024.

1. ↑  läs online, Internet Movie Database , läst: 8 juli 2016.[källa från Wikidata]